# Comunanza Capriasca/Lugano
Comunanza Capriasca/Lugano är ett kommungemensamt område, på italienska: Comunanza, i distriktet Lugano i kantonen Ticino, Schweiz. 
Området är obebott och består av alpterräng på cirka 1280 m ö.h. Det tillhör två kommuner, dels Capriasca, dels Lugano.
Området hette ursprungligen Comunanza Corticiasca/Valcolla, men bytte 2008 namn till Comunanza Capriasca/Valcolla då Corticiasca gick upp i Capriasca för att 2013 byta namn till det nuvarande då Valcolla gick upp i Lugano.